# Erwin Lambert
Erwin Lambert, född 7 december 1909 i Schildow, död 15 oktober 1976 i Stuttgart, var en tysk murarmästare och SS-Unterscharführer. Han ledde uppförandet av gaskammare på dödsanstalterna (NS-Tötungsanstalten) inom ramen för Aktion T4, kodnamnet för Nazitysklands massmord på psykiskt och fysiskt funktionshindrade personer. År 1942 var han förman vid byggandet av gaskamrarna i förintelselägren Sobibór och Treblinka.
Vid den andra Treblinkarättegången 1964–1965 dömdes Lambert till fyra års fängelse som medansvarig för medhjälp till mord på minst 300 000 personer.

## Bilder

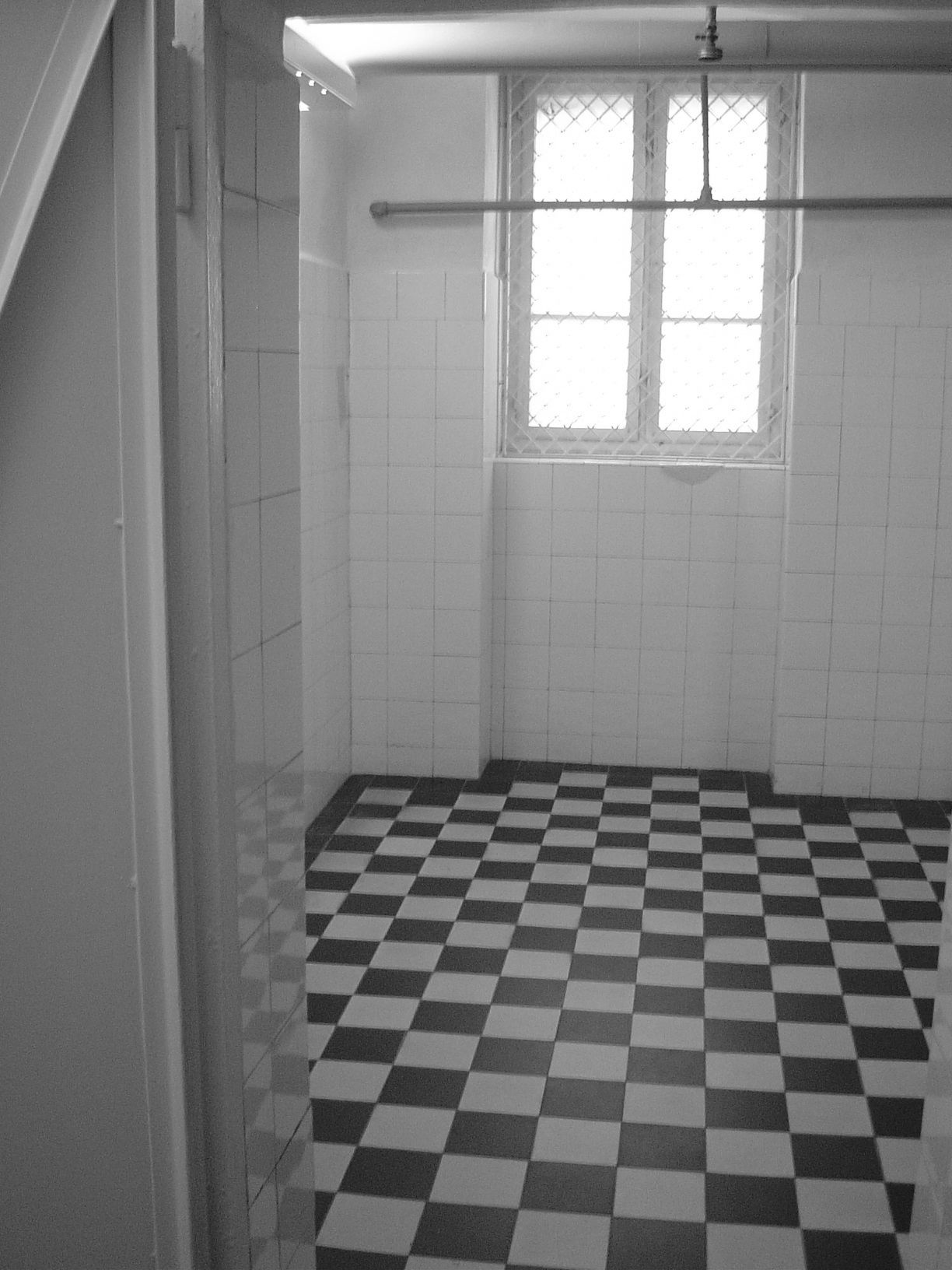
Gaskammare på dödsanstalten i Bernburg.